# Seymour Fagan
Seymour Fagan (ur. 30 grudnia 1967 w Old Harbour Bay w regionie Saint Catherine) – jamajski lekkoatleta specjalizujący się w długich biegach sprinterskich.

## Sukcesy sportowe
| Rok  | Miasto          | Zawody                                   | Konkurencja        | Wynik         |
| ---- | --------------- | ---------------------------------------- | ------------------ | ------------- |
| 1990 | Seattle         | igrzyska Dobrej Woli                     | sztafeta 4 x 400 m | srebrny medal |
| 1991 | Hawana          | igrzyska panamerykańskie                 | sztafeta 4 x 400 m | brązowy medal |
| 1991 | Jalapa Enriques | mistrzostwa Ameryki Środkowej i Karaibów | bieg na 400 m      | złoty medal   |
| 1991 | Tokio           | mistrzostwa świata                       | sztafeta 4 x 400 m | brązowy medal |

## Rekordy życiowe
- bieg na 400 metrów – 44,88 – Tokio 25/08/1991
- bieg na 400 metrów (hala) – 46,24 – Gainesville 25/02/1990